# ماری اسمیت جونز
ماری اسمیت جونز (۱۴ مه ۱۹۱۸ – ۲۱ ژانویه ۲۰۰۸) واپسین گویشور بازمانده از زبان ایاک در جنوب مرکزی آلاسکا بود. او در کوردووا، آلاسکا متولد شد و رئیس افتخاری ملت ایاک و واپسین ایاک خالص بود. اسمیت جونز در مصاحبه‌ای در سال ۲۰۰۵، توضیح داد که نام او در ایاک udAch 'k'uqAXA'a'ch است که، به گفته وی، ترجمه «صدایی که مردم را از دور فرا می‌خواند» است.
او که زبان ایاک را با تسلط کامل می‌دانست، برای حفظ این زبان تلاش زیادی کرد و دانشگاه آلاسکا با کمک او توانست لغت‌نامه ایاک را تدوین و تنظیم کند. همسر ماری اسمیت جونز یک ماهیگیر سفید پوست اهل اورگون است و هنگام مرگ، هفت فرزند زنده از او به جای مانده بود.